# The Bronson Brothers
The Bronson Brothers er en pop/rockgruppe fra Silkeborg Danmark.
Gruppens debutalbum, The Melody Bronson, udkom i den 2. februar 2010, og modtog tre ud af seks stjerner i musikmagasinet GAFFA.
Deres andet album, Love Sessions Vol.I, udkom i 2011 og fik fire ud af seks stjerner i GAFFA. Deres tredje album, Blind, udkom i 2014 og modtog fem ud af seks stjerner i GAFFA.

## Diskografi
- The Melody Bronson - 2010
- Love Sessions Vol.I - 2011
- Blind - 2014
- A Taste Of Salt - 2017